# イギリス・エジプト領スーダン

イギリス・エジプト領スーダン
Anglo-Egyptian Sudan (英語)
السودان المصرى الإنجليزى (アラビア語)

国歌: God Save the Queen（英語）
女王陛下万歳

緑：英埃領スーダン
薄緑：1919年にイタリア領リビアに割譲
灰色：イギリスとエジプト

イギリス・エジプト領スーダン（イギリス・エジプトりょうスーダン、英語: Anglo-Egyptian Sudan、アラビア語:السودان المصرى الإنجليزى）は、1889年から1956年までの間、北アフリカにあったイギリスとエジプト（エジプト王国）の共同統治領である。人口は807万9800人（1951年）、面積は250万5800平方キロメートルであった。
イギリス（英吉利）とエジプト（埃及）の漢字表記の頭文字を取った英埃領スーダン（）とも称される。

?ムハンマド・アリー朝の旗（1882年 - 1922年）
?エジプト王国の国旗（1922年 - 1952年）
?エジプトの国旗（1952年 - 1958年）
?イギリス領スーダンの旗
?イギリス領スーダンの総督旗